# Shelkar
Shelkar is een plaats in het arrondissement Tigri in de prefectuur Shigatse in het zuiden van de Tibetaanse Autonome Regio, China. Shel betekent kristal en kar is Tibetaans voor wit.
Shelkar is het bestuurlijke centrum van Tigri en ligt tussen Lhasa en de Vriendschapsbrug, die op ongeveer 87 km ten oosten van de plaats Tingri ligt. Shelkar is bekend om het klooster Shelkar Chode dat opgericht werd in 1266 door een lama van de kagyü-orde en sinds de 17e eeuw verderging als gelugklooster.

Shelkar
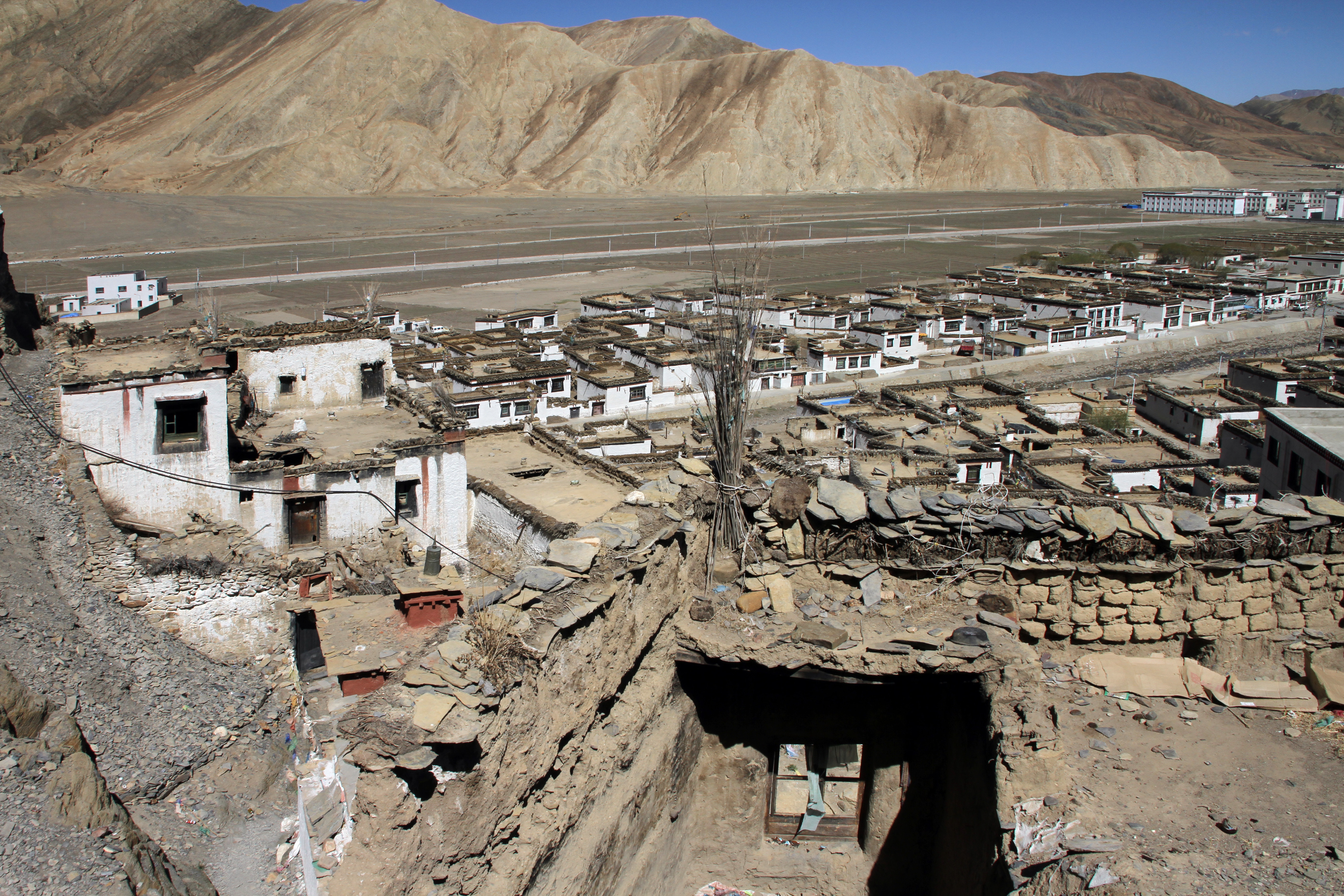
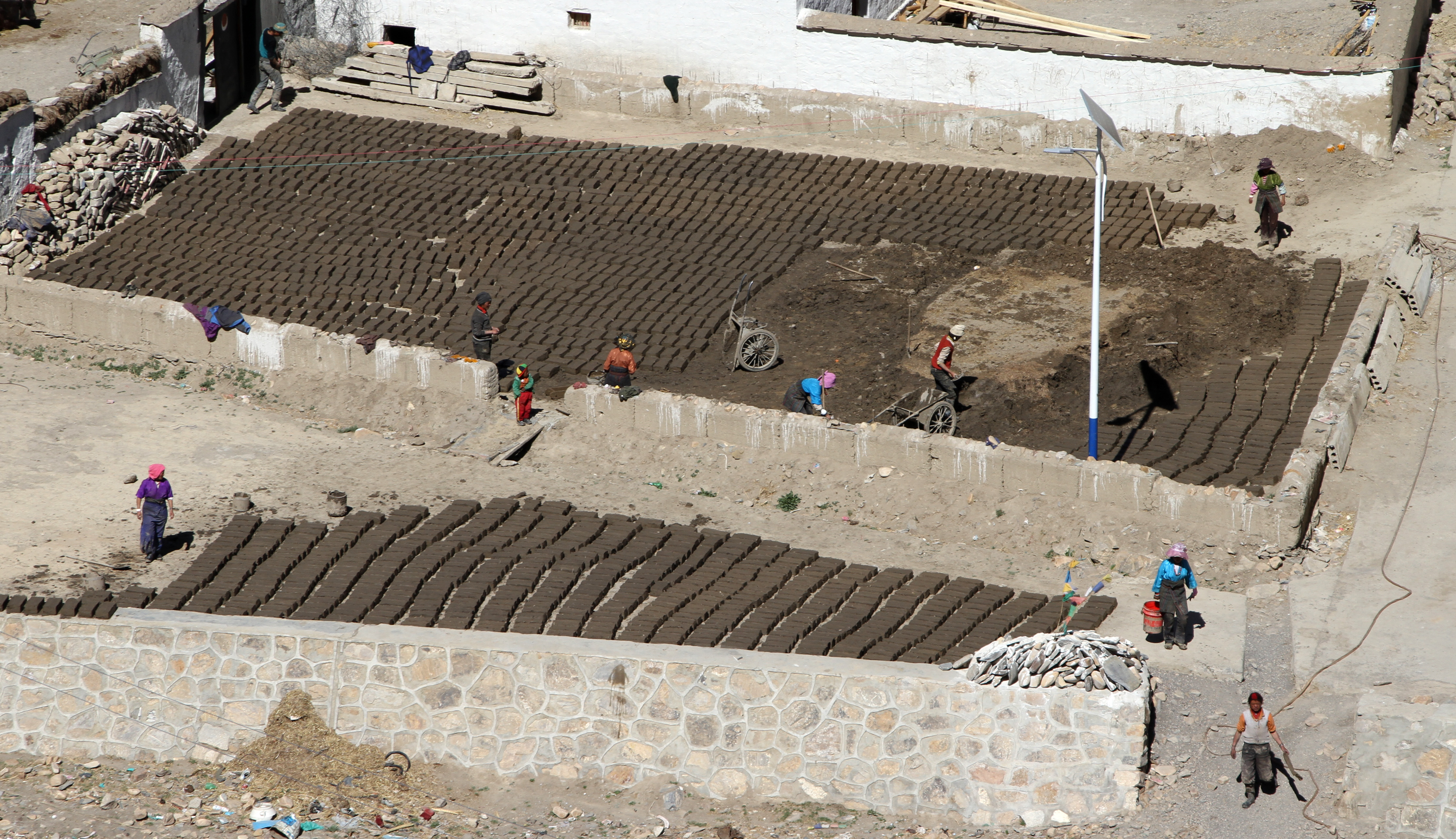
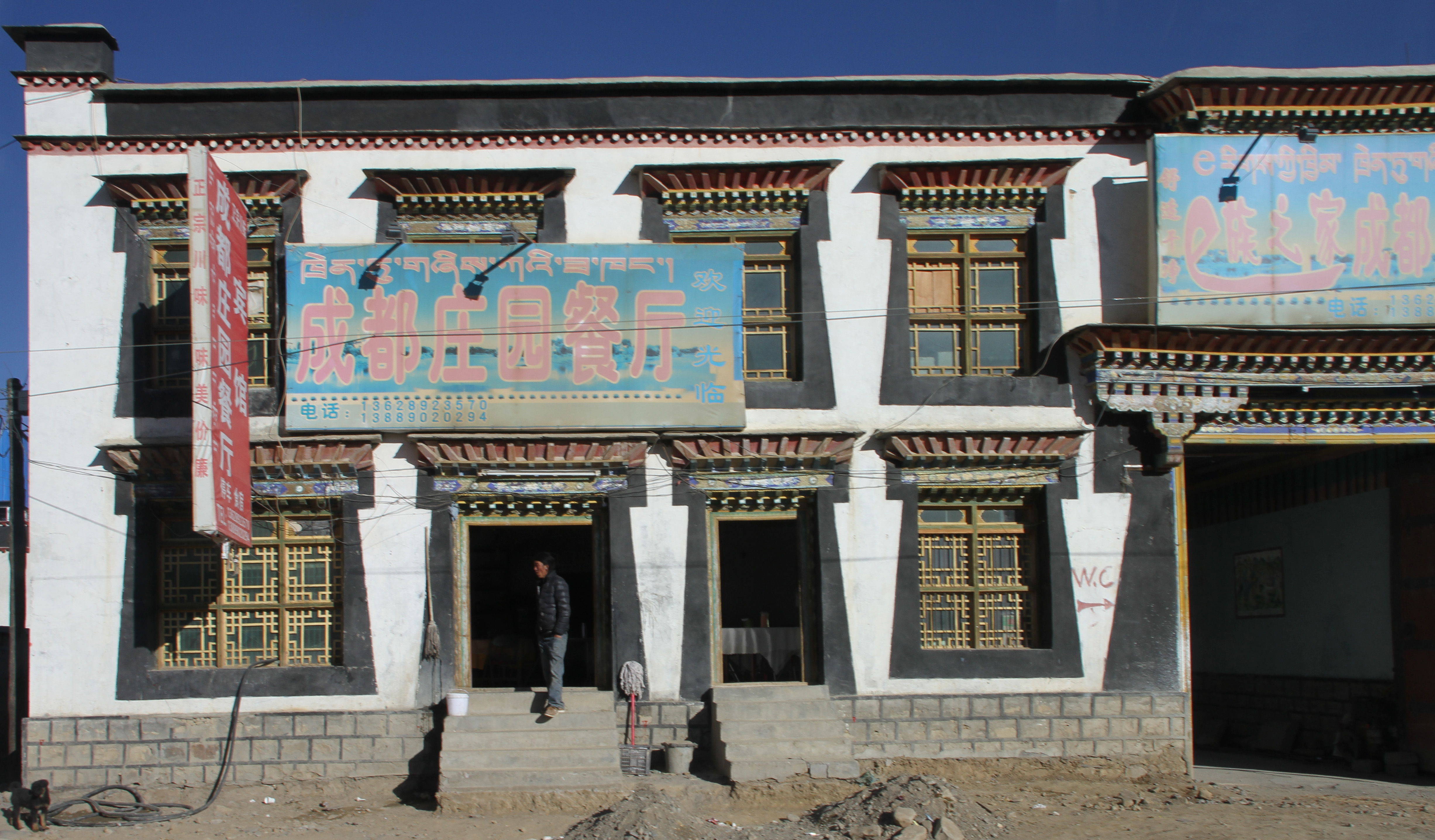
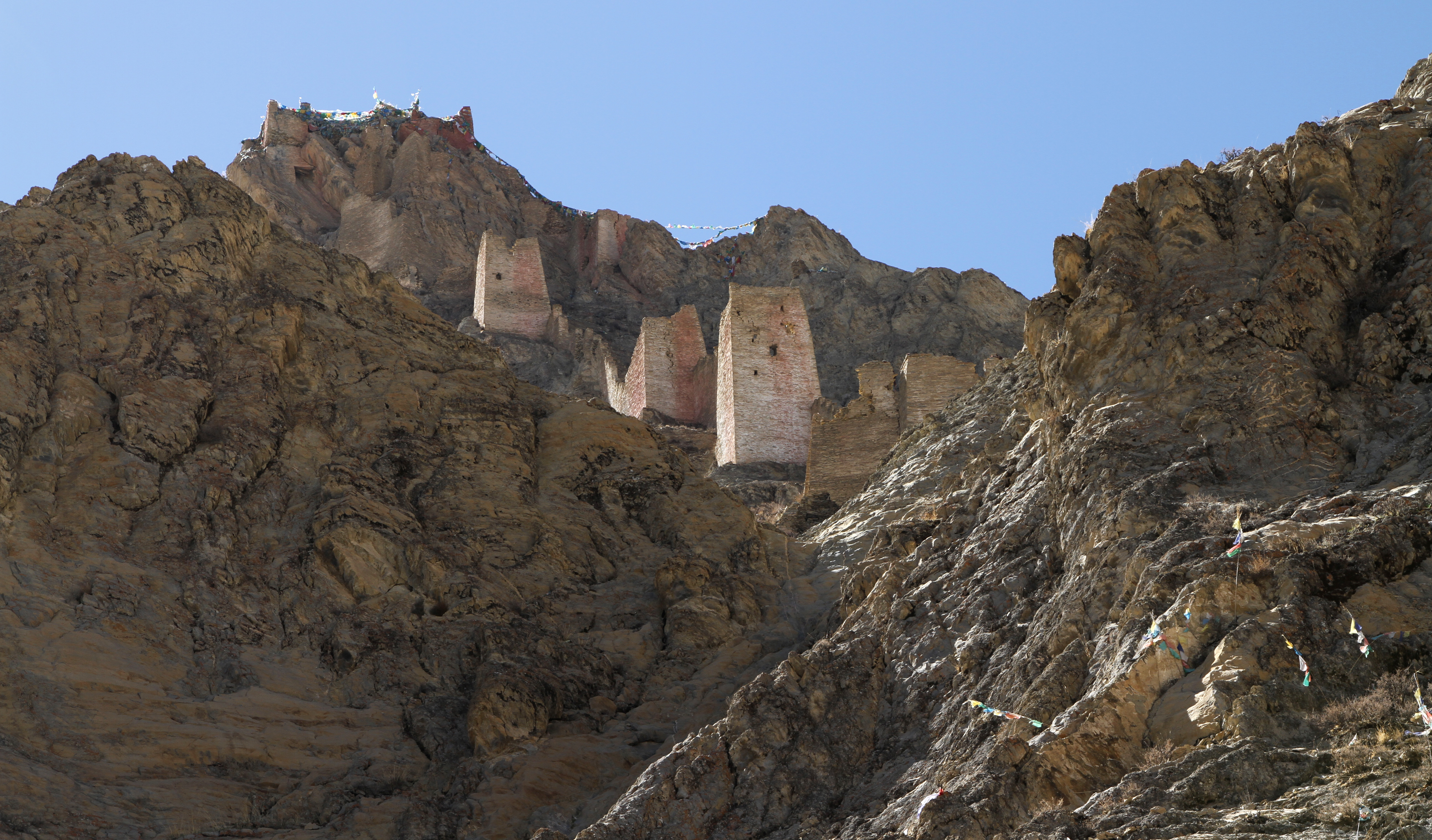
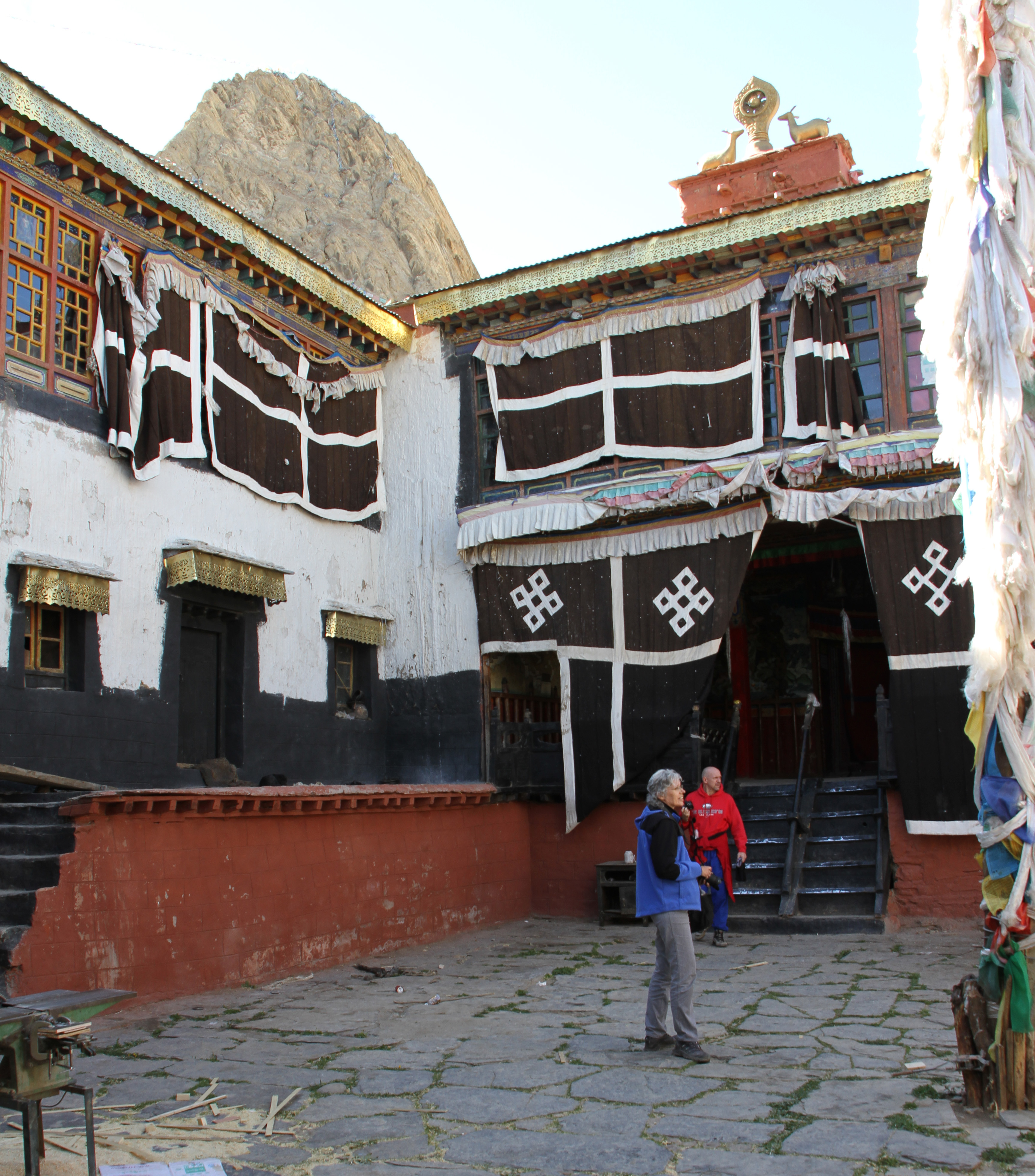
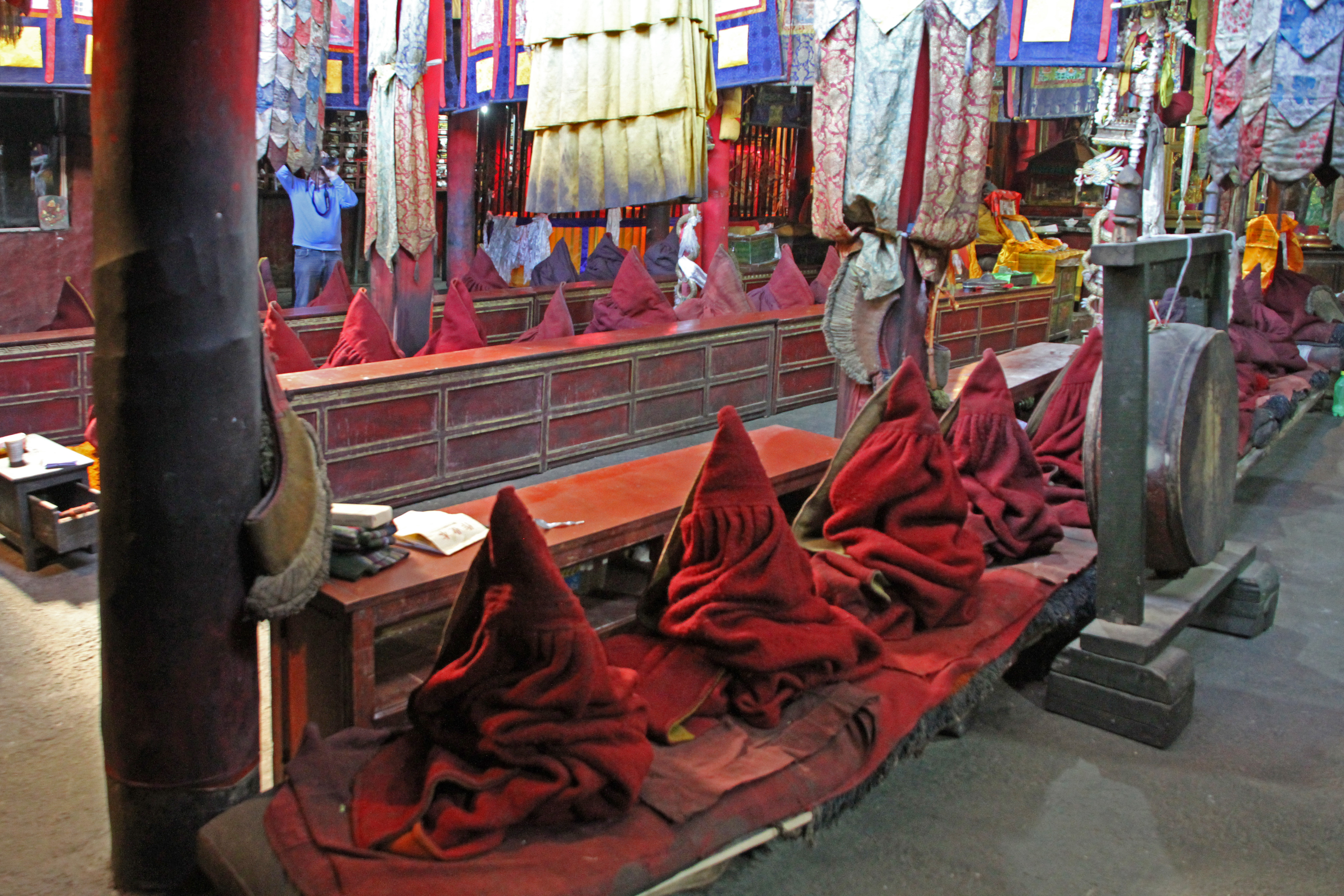